# Sydvästra USA

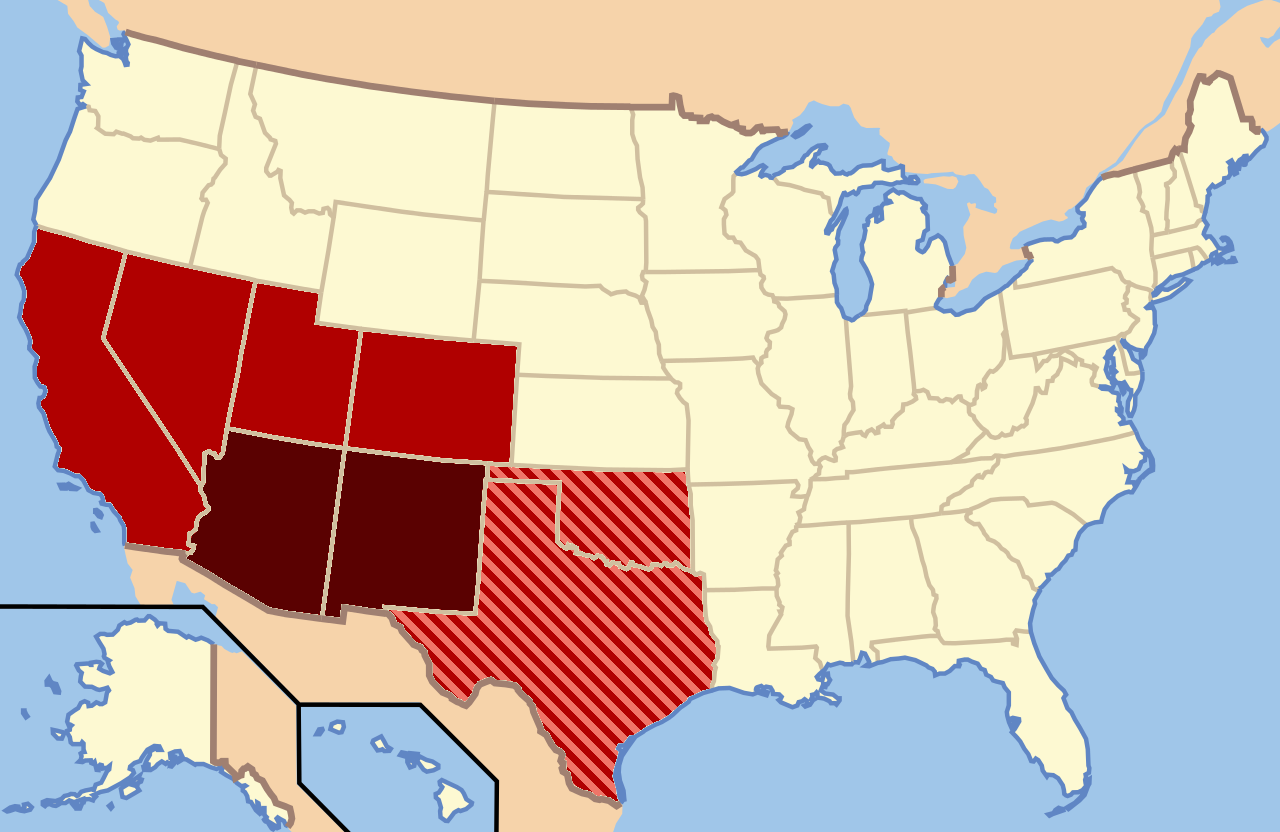
Definitionerna skiljer sig åt beroende på källa.

Sydvästra USA (engelska: Southwestern United States) eller amerikanska sydvästern (engelska: American Southwest) eller sydväst (engelska: Southwest) ) är en region i USA, som definieras lite olika beroende på källa. Inom bredare definitioner omfattas nästan en fjärdedel av USA, inklusive Arizona, Colorado, Kalifornien, Nevada, New Mexico, Oklahoma, Texas och Utah.
Stora delar av området var tidigare del av Vicekungadömet Nya Spanien under den tidigmoderna tiden. Landområden som senare kommit att ingå i Arizona, Colorado, Kalifornien, Kansas, Oklahoma, Nevada, New Mexico, Utah och Wyoming tillhörde Mexiko fram till mexikansk–amerikanska kriget och Gadsdenfördraget 1853.

### Fotnoter
1. ↑  http://dictionary.reference.com/browse/Southwest